# Église de la Sainte-Trinité d'Aregno
L'église de la Sainte-Trinité d'Aregno est une église catholique située à Aregno, en France.

## Localisation
L'église est située dans le département de la Haute-Corse, sur la commune d'Aregno, au milieu du cimetière communal, à l'écart du village, sur la départementale 151.

## Historique
L'église, datée du XIIe siècle, est construite alors que l'île est sous domination des évêques de Pise. Elle adopte donc le style pisan. Au XVe siècle, des fresques sont créées à l'intérieur de l'église. Selon Mgr Mascardi, l'église possédait en 1559 une tour-clocher qui disparaitra au XIXe siècle.

## Protection
L'église est classée au titre des monuments historiques par arrêté du 11 août 1883.

## Architecture
L'édifice, de dimensions modestes (16,60 m x 6,30 m), se présente sur un plan allongé, à nef unique et terminé par une abside semi-circulaire. Les murs de l'église sont réalisés en moyen appareil, avec des blocs ayant des couleurs différentes (ocre, blanche et noire) offrant une polychromie aléatoire,. Des arcatures plein-cintre en saillie viennent rythmer les murs extérieurs. Ces arcatures reposent sur des modillons sculptés d'animaux. Trois sculptures en granit noir décorent la façade occidentale, notamment une représentant un personnage extrayant une épine de son pied gauche,.
A l'intérieur, deux fresques décorent les murs : Saint Michel terrassant le dragon, datée de 1449, et les quatre Docteurs de l’Église (Saint Augustin, Saint Grégoire, Saint Jérôme et Saint Ambroise), datée de 1458.

## Galerie

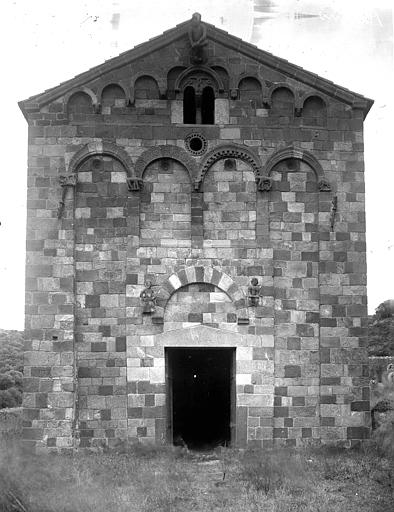
L'église au début du XXe siècle.
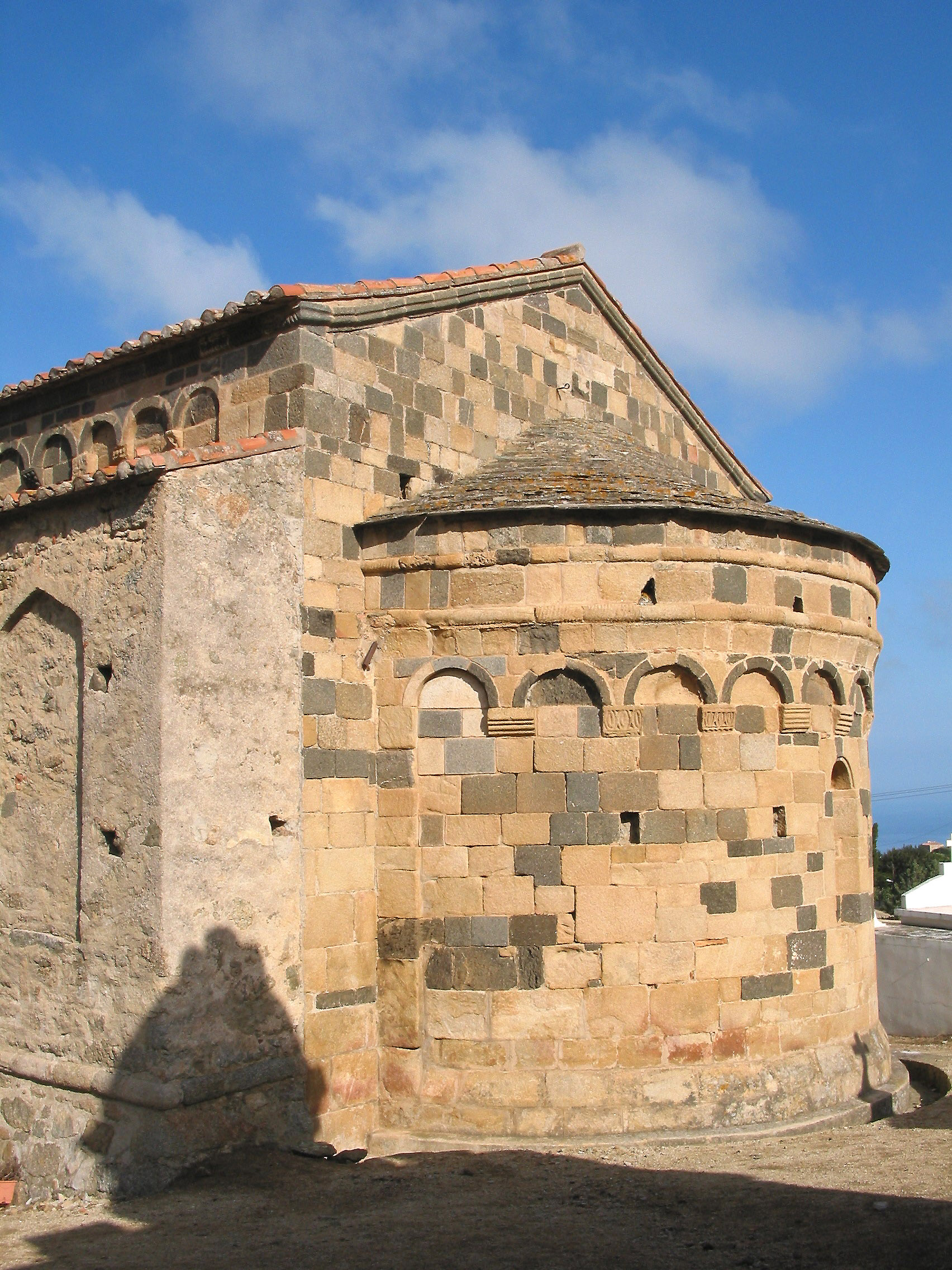
Abside extérieure.
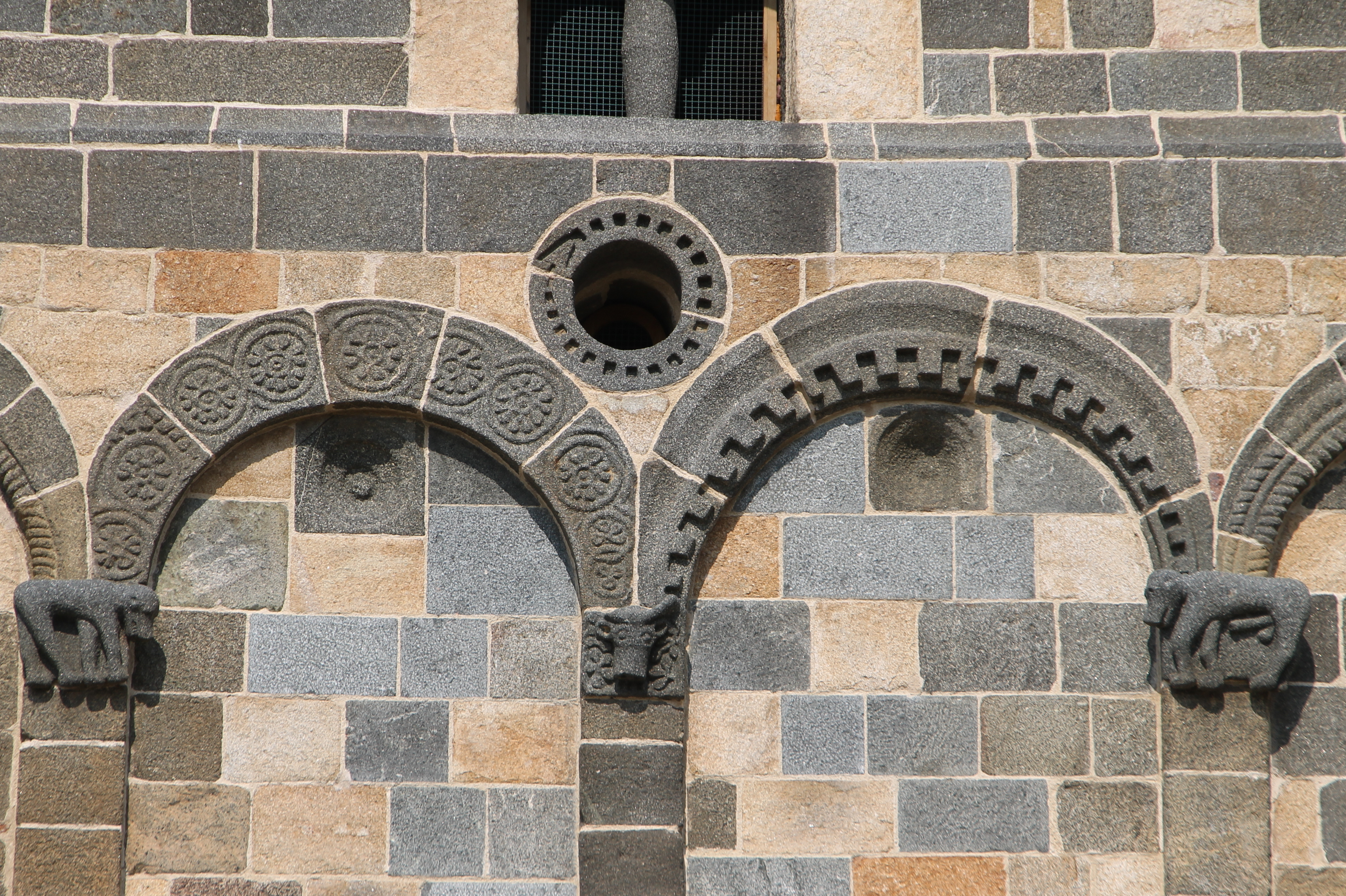
Arcatures extérieures.
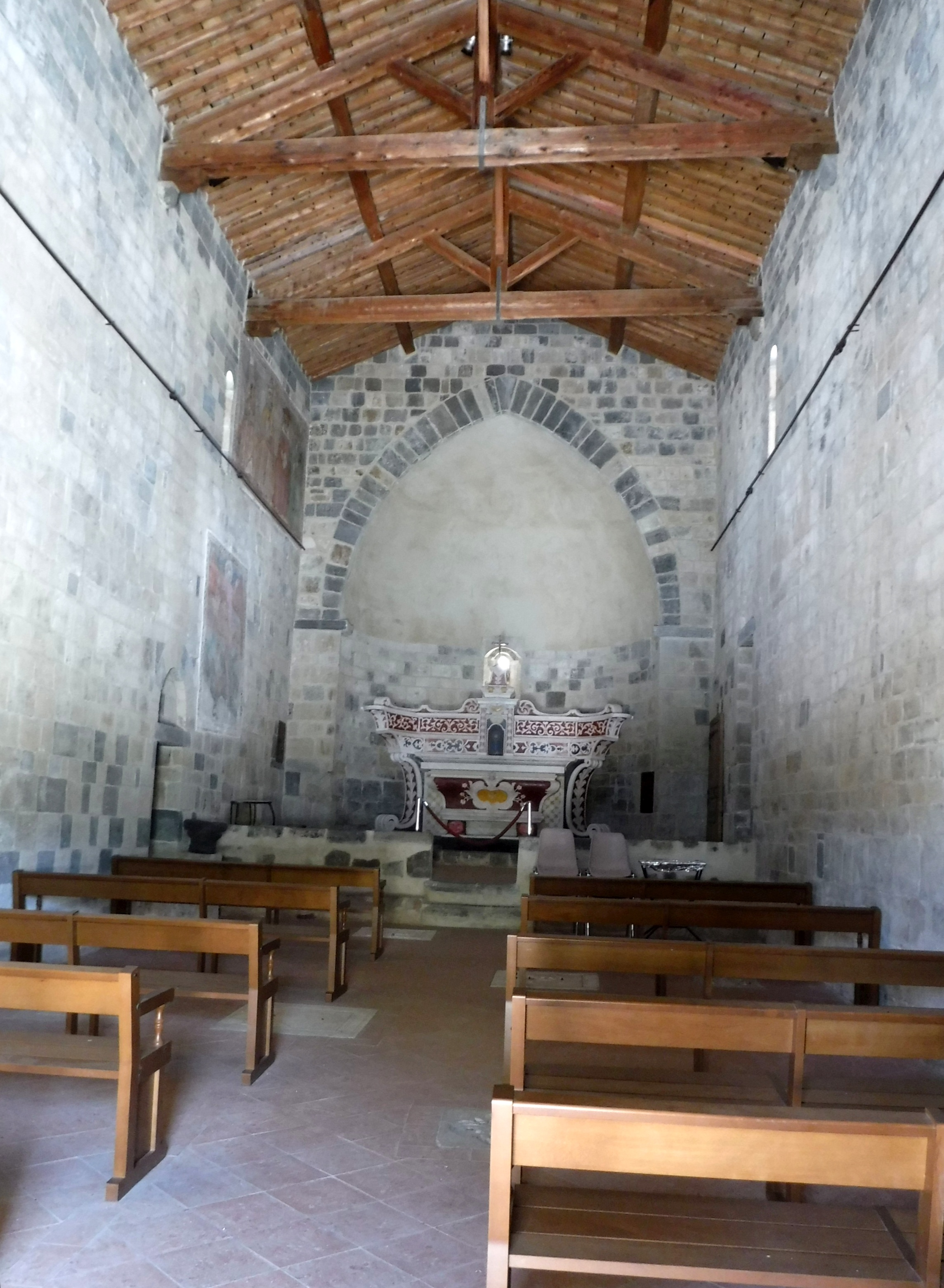
Intérieur.
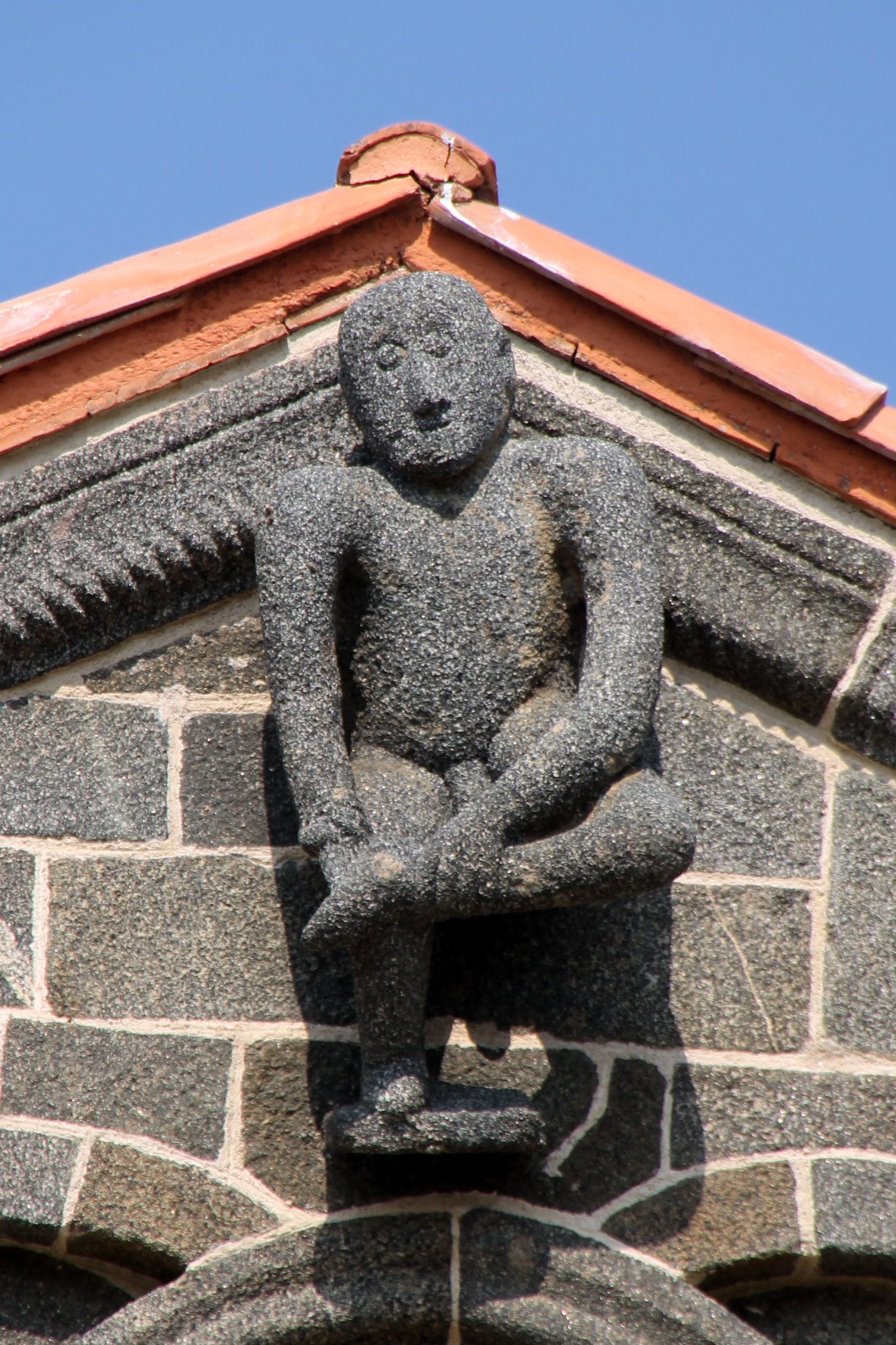
Personnage extrayant une épine de son pied gauche.
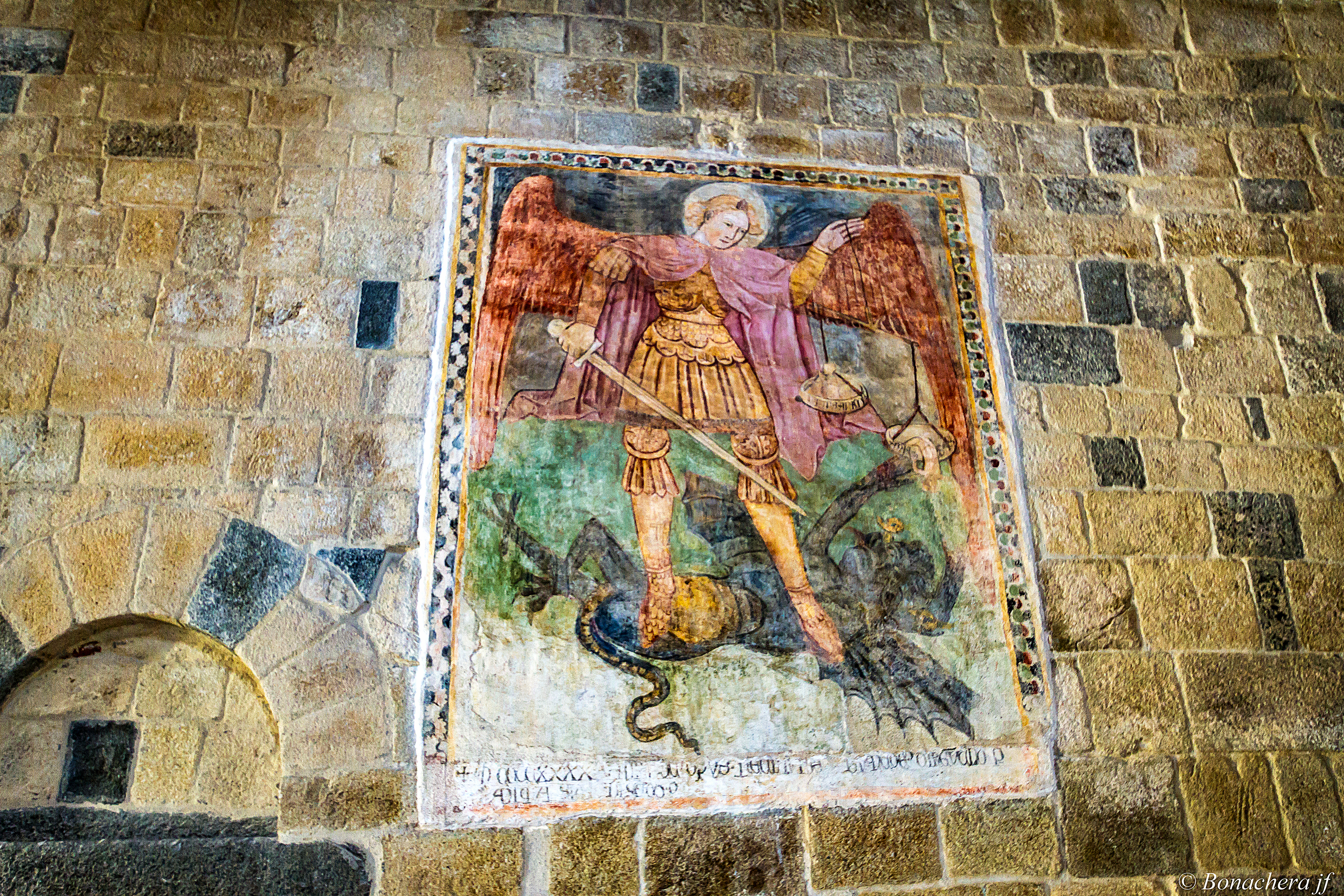
Fresque de saint Michel terrassant le dragon.